# 2 euro commemorativi emessi nel 2016
| Immagine | Paese              | Tema | Tiratura   | Emissione         |
| --- | ------------------ | --- | ---------- | ----------------- |
| | Estonia            | 100º anniversario della nascita di Paul Kérès                                                                 | 500.000    | 7 gennaio 2016    |
| Descrizione: la moneta raffigura il grande scacchista estone Paul Kérès con alcuni pezzi della scacchiera. In alto a sinistra, a semicerchio, figura l'iscrizione «PAUL KERES». Sulla sinistra è riportato il nome del paese di emissione «EESTI», al di sotto del quale è indicato l'anno di emissione «2016». Sull'anello esterno della moneta figurano le 12 stelle della bandiera dell'Unione europea. |                    | |            |                   |
| | Austria            | 200º anniversario della Banca nazionale austriaca                                                             | 16.000.000 | 18 gennaio 2016   |
| Descrizione: il disegno raffigura due delle divinità della mitologia romana rappresentate nel bassorilievo sovrastante l'ingresso della sede della Banca Nazionale Austriaca (Oesterreichische Nationalbank - OeNB): a sinistra Mercurio, messaggero degli dei e dio dei mercanti e del commercio; a destra, raffigurata con la cornucopia, Fortuna, dea del caso e della prosperità. Dal margine sinistro al margine destro del tondello interno è raffigurata sullo sfondo la sede centrale dell'OeNB. In basso al tondello interno corre una banda ornamentale evocativa dei colori rosso-bianco-rosso della bandiera austriaca; nel rispetto delle regole della rappresentazione araldica monocromatica, il rosso è simboleggiato da linee verticali parallele. A sinistra di Mercurio le date «1816» e «2016» ricordano rispettivamente l'anno di fondazione e il bicentenario dell'OeNB. Il bordo del tondello dorato interno riporta le iscrizioni «REPUBLIK ÖSTERREICH» (Repubblica d'Austria) e «200 JAHRE OESTERREICHISCHE NATIONALBANK» (bicentenario della Oesterreichische Nationalbank). Sull'anello esterno della moneta figurano le 12 stelle della bandiera dell'Unione europea.                                                                                       |                    | |            |                   |
| | Irlanda            | 100º anniversario della Rivolta di Pasqua                                                                     | 4.500.000  | 20 gennaio 2016   |
| Descrizione: il disegno raffigura la statua di Hibernia posta sull'edificio dell'ufficio postale centrale, la cui occupazione nel 1916 segna l'inizio della rivolta di Pasqua. Hibernia è un simbolo dell'Irlanda. Il suo nome deriva dal termine usato in greco antico per riferirsi all'Irlanda; la statua è stata realizzata dallo scultore John Smyth. Considerata una testimone degli eventi del 1916, nei cento anni trascorsi da allora ha visto fiorire davanti a suoi occhi una nazione basata sugli ideali enunciati nella proclamazione. Hibernia continua a guardare in avanti ed è un simbolo del passato, del presente e del futuro del paese. Nella parte superiore del tondello interno figura la dicitura «HIBERNIA» in caratteri che simulano la scrittura a mano e che traggono ispirazione dallo storico Libro di Kells. I raggi solari rappresentano bene il concetto di base della rivolta e della proclamazione: l'alba della nuova nazione/Repubblica. Ai lati dell'immagine della statua si trovano gli anni «1916» e «2016». Nella parte inferiore del tondello interno figura il nome del paese di emissione «éire» e, sotto ad esso, l'anno di emissione «2016». Sull'anello esterno della moneta figurano le 12 stelle della bandiera dell'Unione europea. |                    | |            |                   |
| | Germania           | Presidenza della Sassonia al Bundesrat: Zwinger a Dresda 11ª moneta della I serie dedicata ai Länder tedeschi | 30.000.000 | 5 febbraio 2016   |
| Descrizione: il disegno raffigura una veduta della Kronentor («Porta della corona») dal piazzale interno dello Zwinger di Dresda, famoso in tutto il mondo. Figurano inoltre nel tondello interno: il nome «SACHSEN» e il codice del paese di emissione «D» nella parte inferiore, il marchio della zecca «A», «D», «F», «G» o «J») e il marchio dell'incisore (le iniziali «JT» — Jordi Truxa) in alto a destra e l'anno «2016» in alto a sinistra. Sull'anello esterno della moneta figurano le 12 stelle della bandiera dell'Unione europea. |                    | |            |                   |
| | Francia            | Campionato europeo di calcio 2016                                                                             | 10.000.000 | 8 febbraio 2016   |
| Descrizione: sulla moneta è raffigurata la coppa Henri-Delaunay racchiusa al centro della sagoma della Francia alla quale si aggiungono i due segni della zecca di Parigi. A destra della sagoma sono iscritte le lettere «RF» per Repubblica francese. Il nome del torneo «UEFA EURO 2016 FRANCE» compone una sorta di corona sopra alla sagoma della Francia. In basso un pallone segue una traiettoria di lancio che lo spinge in primo piano. Lo sfondo del disegno si compone di elementi grafici che rappresentano il torneo. Sull'anello esterno della moneta figurano le 12 stelle della bandiera dell'Unione europea. |                    | |            |                   |
| | Spagna             | Città vecchia di Segovia 7ª moneta della serie dedicata ai siti spagnoli Patrimonio dell'umanità UNESCO       | 3.400.000  | 29 febbraio 2016  |
| Descrizione: il disegno raffigura in primo piano l'acquedotto di Segovia. Nella parte superiore del cerchio interno, in senso circolare, figura il nome del paese di emissione «ESPAÑA», al di sotto del quale è indicato l'anno di emissione «2016». In alto a destra figura il marchio della zecca. Sull'anello esterno della moneta figurano le 12 stelle della bandiera dell'Unione europea. |                    | |            |                   |
| | Slovacchia         | 1ª presidenza slovacca del Consiglio dell'Unione europea                                                      | 1.000.000  | 7 marzo 2016      |
| Descrizione: al centro del disegno spicca, su sfondo di linee dinamiche centripete, lo stemma della Repubblica slovacca, a rappresentarne la posizione e l'importanza durante l'esercizio della presidenza del Consiglio dell'Unione europea. A destra dello stemma è iscritto l'anno «2016». Attorno al tondo interno sono iscritti il nome del paese «SLOVENSKO» (Slovacchia) e la dicitura «PREDSEDNÍCTVO SR V RADE EÚ» (Presidenza slovacca del Consiglio dell'UE), separati da simboli grafici. Nella parte bassa della composizione figurano il segno della zecca di Kremnica (lettere «MK» racchiuse tra due dadi) e le iniziali stilizzate «VP» del disegnatore della faccia nazionale Vladimír Pavlica. Sull'anello esterno della moneta figurano le 12 stelle della bandiera dell'Unione europea. |                    | |            |                   |
| | Belgio             | Squadra belga che parteciperà ai Giochi olimpici di Rio 2016                                                  | 375.000    | 24 marzo 2016     |
| Descrizione: nel campo il disegno presenta, partendo dall'alto, una figura umana stilizzata, i cinque anelli olimpici e l'iscrizione «TEAM BELGIUM». A sinistra figura l'anno di conio «2016». A destra l'identificativo nazionale «BE» è iscritto tra il segno della zecca di Bruxelles, la testa elmata dell'Arcangelo Michele e il marchio del presidente della zecca. Sull'anello esterno della moneta figurano le 12 stelle della bandiera dell'Unione europea. |                    | |            |                   |
| | San Marino         | 550º anniversario della scomparsa di Donatello                                                                | 85.000     | 5 aprile 2016     |
| Descrizione: il disegno raffigura in primo piano, a sinistra, il volto di David, particolare della scultura in bronzo realizzata da Donatello. In alto, al centro, figura il marchio della zecca «R», a destra il nome del paese di emissione «SAN MARINO», in basso a destra l'iscrizione «DONATELLO», con le date «1466-2016», e al centro le lettere «MB», iniziali dell'artista Matt Bonaccorsi. Sull'anello esterno della moneta figurano le 12 stelle della bandiera dell'Unione europea. |                    | |            |                   |
| | Finlandia          | 90º anniversario della scomparsa di Eino Leino                                                                | 1.000.000  | 25 aprile 2016    |
| Descrizione: nella parte interna della moneta sono raffigurati una fiamma e un attizzatoio puntato verso l'alto sulla destra. A destra, a semicerchio, figurano l'iscrizione «EINO LEINO» e l'anno di emissione «2016». In basso a sinistra figurano l'indicazione del paese di emissione «FI» e il marchio della zecca. Sull'anello esterno della moneta figurano le 12 stelle della bandiera dell'Unione europea. |                    | |            |                   |
| | Lituania           | Cultura baltica                                                                                               | 1.000.000  | 3 maggio 2016     |
| Descrizione: il disegno raffigura un disco di ambra, uno dei simboli più caratteristici della cultura baltica. Il disco è decorato con una croce obliqua di punti perforati che simboleggia l'asse terrestre. In alto figura il paese di emissione «LIETUVA» tra il marchio della zecca e l'anno di emissione «2016». Sull'anello esterno della moneta figurano le 12 stelle della bandiera dell'Unione europea. |                    | |            |                   |
| | Portogallo         | Squadra portoghese che parteciperà ai Giochi olimpici di Rio 2016                                             | 500.000    | 3 maggio 2016     |
| Descrizione: è raffigurata una composizione visiva basata sulla famosa opera d'arte Cuore di Viana dell'autrice Joanna Vasconcelos, ispirata ai gioielli tradizionali della zona di Viana do Castelo nel Nord del Portogallo. Il disegno simboleggia il sostegno del popolo portoghese alla squadra nazionale di atleti che parteciperanno ai Giochi olimpici. A sinistra e a destra del disegno sono iscritte a semicerchio, rispettivamente, le diciture «JOANA VASCONCELOS» e «EQUIPA OLÍMPICA DE PORTUGAL 2016». In basso è visibile il segno della zecca «INCM». Sull'anello esterno della moneta figurano le 12 stelle della bandiera dell'Unione europea. |                    | |            |                   |
| | Lussemburgo        | 50º anniversario del Ponte della granduchessa Carlotta                                                        | 500.000    | 12 maggio 2016    |
| Descrizione: il disegno raffigura il Ponte della Granduchessa Carlotta di Lussemburgo, ossia la principale via di collegamento tra il centro della città di Lussemburgo e il quartiere urbano del Kirchberg che ospita le istituzioni dell'Unione europea presenti in città. Sull'immagine del ponte campano la scritta «Pont Grande-Duchesse Charlotte» (ponte Granduchessa Carlotta) e, sotto, la data «1966». Il disegno è sormontato dall'effigie del Granduca Enrico di Lussemburgo affiancata, a sinistra, dall'anno di conio «2016». In basso figura il nome del paese di emissione «LUXEMBOURG». Sull'anello esterno della moneta figurano le 12 stelle della bandiera dell'Unione europea. |                    | |            |                   |
| | Belgio             | 20º anniversario della Child Focus                                                                            | 1.000.000  | 25 maggio 2016    |
| Descrizione: la parte interna della moneta reca al centro il viso di un bambino circondato dalle iscrizioni «MISSING-DISPARU-VERMIST», «WWW.CHILDFOCUS.BE» e dall'identificativo nazionale trilingue «BELGIQUE-BELGIE-BELGIEN» seguito dall'anno 2016. Il marchio della zecca di Bruxelles, la testa elmata dell'Arcangelo Michele, e il marchio del presidente della zecca figurano rispettivamente a sinistra e a destra del viso. Sull'anello esterno della moneta figurano le 12 stelle della bandiera dell'Unione europea. |                    | |            |                   |
| | Monaco             | 150º anniversario della fondazione di Monte Carlo da parte di Carlo III                                       | 15.000     | 1º giugno 2016    |
| Descrizione: il disegno raffigura Carlo III con Monte Carlo sullo sfondo. In alto figura il paese di emissione «MONACO» tra il marchio della zecca e il marchio del direttore della zecca. In basso, a semicerchio da sinistra a destra, figura l'iscrizione «1866 CHARLES III FONDE MONTE CARLO 2016». Sull'anello esterno della moneta figurano le 12 stelle della bandiera dell'Unione europea. |                    | |            |                   |
| | Città del Vaticano | 200º anniversario della Gendarmeria Vaticana                                                                  | 80.000     | 2 giugno 2016     |
| Descrizione: sulla faccia nazionale è raffigurato un agente della Gendarmeria vaticana di fronte alla cupola della Basilica di San Pietro. In alto figura, a semicerchio, l'iscrizione «CORPO DELLA GENDARMERIA 1816-2016». In basso figura, a semicerchio, il nome del paese di emissione «CITTÀ DEL VATICANO». A sinistra e a destra del disegno figurano, rispettivamente, il marchio della zecca «R» e il nome del disegnatore «D. Longo». Sull'anello esterno della moneta figurano le 12 stelle della bandiera dell'Unione europea. |                    | |            |                   |
| | Slovenia           | 25º anniversario dell'indipendenza della Repubblica di Slovenia                                               | 1.000.000  | 20 giugno 2016    |
| Descrizione: sulla parte sinistra del tondo interno figura una linea obliqua. A destra nella parte superiore della moneta figurano le diciture «25 LET» e sotto quest'ultima «REPUBLIKA SLOVENIJA». Sotto dette diciture figura il registro scritto originale di Prešeren di parte dell'inno sloveno Zdravljica «dočákat' dan». In basso al centro figura l'anno «2016». Sull'anello esterno della moneta figurano le 12 stelle della bandiera dell'Unione europea. |                    | |            |                   |
| | Lettonia           | Settore agro-alimentare in Lettonia                                                                           | 1.000.000  | 19 luglio 2016    |
| Descrizione: il disegno raffigura una vacca lettone di razza bruna, che simboleggia la produzione lattiera in Lettonia nella tradizione popolare e nella vita reale. Sotto il disegno, a sinistra figura l'anno di emissione «2016» e in basso al centro il paese di emissione «LATVIJA». Sull'anello esterno della moneta figurano le 12 stelle della bandiera dell'Unione europea. |                    | |            |                   |
| | Portogallo         | 50º anniversario dell'inaugurazione del Ponte 25 de Abril                                                     | 500.000    | 19 luglio 2016    |
| Descrizione: il disegno raffigura il ponte. In alto a destra figura il paese di emissione «PORTUGAL». In basso a destra figurano le diciture «PONTE», «25 DE ABRIL», «1966» e «2016», una sotto l'altra. In basso a sinistra figura il marchio della zecca «INCM» e in basso al centro il nome del disegnatore «JOSÉ AURÉLIO». Sull'anello esterno della moneta figurano le 12 stelle della bandiera dell'Unione europea. |                    | |            |                   |
| | Italia             | 550º anniversario della scomparsa di Donatello                                                                | 1.500.000  | 21 luglio 2016    |
| Descrizione: testa del David di Donatello (particolare della scultura bronzea custodita nel Museo nazionale del Bargello a Firenze); a sinistra, il monogramma della Repubblica italiana «RI» con sotto, su due righe, le date «1466» e «2016»; a destra le iniziali «C.M.» dell'autrice Claudia Momoni; in basso la scritta «DONATELLO». Sull'anello esterno della moneta figurano le 12 stelle della bandiera dell'Unione europea. |                    | |            |                   |
| | Italia             | 2200º anniversario della scomparsa di Tito Maccio Plauto                                                      | 1.500.000  | 21 luglio 2016    |
| Descrizione: maschere teatrali che rappresentano due personaggi della commedia nuova, la giovane e lo schiavo, riprese da un mosaico del II secolo a.C. custodito nei Musei capitolini di Roma; ad arco sopra le maschere il piano di costruzione di un teatro romano con al centro il monogramma della Repubblica italiana «RI»; a sinistra l'identificativo «R», a destra le iniziali «LDS» dell'autrice Luciana De Simoni; in basso le date «184 A.C.» e «2016» e la scritta «PLAUTO». Sull'anello esterno della moneta figurano le 12 stelle della bandiera dell'Unione europea. |                    | |            |                   |
| | Francia            | 100º anniversario della nascita di François Mitterrand                                                        | 10.000.000 | 12 settembre 2016 |
| Descrizione: il disegno raffigura François Mitterrand, di profilo, in piena riflessione. Su un lato, il simbolo personale dell'uomo, un albero di quercia e di olivo mischiati. L'insieme è sormontato dalle date del centenario della nascita («1916» e «2016») e dal nome. In basso, l'indicazione del paese di emissione «RF». Sull'anello esterno della moneta figurano le 12 stelle della bandiera dell'Unione europea. |                    | |            |                   |
| | Malta              | Gigantia 1ª moneta della serie dedicata ai siti preistorici maltesi                                           | 350.000    | 22 settembre 2016 |
| Descrizione: la moneta raffigura i templi di Gigantia, situati nell'isola di Gozo. Gigantia è un complesso di templi megalitici risalenti al Neolitico: si tratta di una delle più antiche strutture autoportanti al mondo, e di una delle più antiche strutture religiose. Eretto intorno al XXXVI secolo a.C., il sito di Gigantia è anteriore a Stonehenge e alle piramidi egizie. In alto a destra si trovano l'iscrizione «GGANTIJA TEMPLES» e al di sotto gli anni «3800-3200 BC». In basso a sinistra figurano il paese di emissione «MALTA» e al di sotto l'anno di emissione «2016», affiancati dal marchio del direttore della zecca e dal marchio della zecca. Sull'anello esterno della moneta figurano le 12 stelle della bandiera dell'Unione europea. |                    | |            |                   |
| | San Marino         | 400º anniversario della scomparsa di William Shakespeare                                                      | 80.000     | 22 settembre 2016 |
| Descrizione: il disegno riproduce un ritratto del poeta. A destra, in semicerchio, le date «1616-2016» e il nome del paese di emissione «San Marino»; in basso a destra le iniziali dell’artista «MB». A sinistra, in semicerchio, l'iscrizione «William Shakespeare»; in basso a sinistra il marchio della zecca «R». Sull'anello esterno della moneta figurano le 12 stelle della bandiera dell'Unione europea. |                    | |            |                   |
| | Città del Vaticano | Giubileo straordinario della misericordia                                                                     | 105.000    | 13 ottobre 2016   |
| Descrizione: sulla faccia nazionale è raffigurato San Martino di Tours che divide il suo mantello con un povero. Il disegno è circondato dalle iscrizioni «GIUBILEO DELLA MISERICORDIA», a sinistra, e «CITTÀ DEL VATICANO», a destra, entrambe a semicerchio. A destra figura anche l'anno di emissione «2016», mentre in basso sono riportati il marchio della zecca «R» e il nome dell'artista «M. CRISCIOTTI». Sull'anello esterno della moneta figurano le 12 stelle della bandiera dell'Unione europea. |                    | |            |                   |
| | Finlandia          | 100º anniversario della nascita di Georg Henrik von Wright                                                    | 1.000.000  | 17 ottobre 2016   |
| Descrizione: nella parte interna della moneta sono raffigurati un'antica colonna dorica e un ramo di quercia. L'iscrizione «GEORG HENRIK VON WRIGHT» è riportata a semicerchio da sinistra a destra e in alto a destra figura l'anno di emissione «2016». In alto a sinistra figurano l'indicazione del paese di emissione «FI» e il marchio della zecca. Sull'anello esterno della moneta figurano le 12 stelle della bandiera dell'Unione europea. |                    | |            |                   |
| | Lettonia           | Livonia 1ª moneta della serie dedicata alle Regioni della Lettonia                                            | 1.000.000  | 15 novembre 2016  |
| Descrizione: il disegno raffigura lo stemma della storica regione della Lettonia — la Vidzeme o Livland. In alto, l'indicazione del paese di emissione «LATVIJA» e in basso l'indicazione «VIDZEME». A destra figura l'anno di emissione «2016». Sull'anello esterno della moneta figurano le 12 stelle della bandiera dell'Unione europea. |                    | |            |                   |
| | Malta              | Solidarietà attraverso l'amore 1ª moneta della serie "Dai Bambini con Solidarietà"                            | 350.000    | 5 dicembre 2016   |
| Descrizione: la moneta intende celebrare il ruolo sociale del Malta Community Chest Fund attraverso il programma «From Children in Solidarity» destinato agli alunni della scuola secondaria. Il programma intende affermare il ruolo sociale dei bambini e ragazzi visto da cinque angoli diversi: il primo è dedicato al tema della «solidarietà attraverso l'amore». Autrice del disegno è Sarah Cilia, studentessa alla scuola secondaria che ha raffigurato il tema attraverso due mani unite a formare un cuore che al suo interno racchiude una rappresentazione della bandiera maltese. Sotto il disegno figura l'iscrizione «MALTA 2016». Due figure umane stilizzate sono disegnate sul polso di sinistra e altre due su quello di destra. Sull'anello esterno della moneta figurano le 12 stelle della bandiera dell'Unione europea. |                    | |            |                   |
| | Grecia             | 150º anniversario dell'Olocausto del Monastero di Arkadi                                                      | 750.000    | 21 dicembre 2016  |
| Descrizione: il disegno raffigura il Monastero di Arkadi. Sono presenti le iscrizioni «ΜΟΝΗ ΑΡΚΑΔΙΟΥ», al centro nella lunetta sotto al disegno, e «ΕΛΛΗΝΙΚΗ ΔΗΜΟΚΡΑΤΙΑ», lungo il bordo del tondo interno a sinistra, («MONASTERO DI ARKADI» e «REPUBBLICA GRECA» in lingua greca). In alto a destra è iscritto l'anno di emissione «2016» e sotto l'iscrizione centrale nella lunetta è raffigurata una palmetta (segno della zecca greca). In basso a destra figura il monogramma dell'artista George Stamatopoulos. Sull'anello esterno della moneta figurano le 12 stelle della bandiera dell'Unione europea. |                    | |            |                   |
| | Grecia             | 120º anniversario della nascita di Dimitri Mitropoulos                                                        | 750.000    | 21 dicembre 2016  |
| Descrizione: il disegno ritrae Dimitri Mitropoulos su uno sfondo di note musicali. Lungo il bordo del tondo interno, a sinistra, figurano le iscrizioni «120 ΧΡΟΝΙΑ ΑΠΟ ΤΗ ΓΕΝΝΗΣΗ ΤΟΥ ΔΗΜΗΤΡΗ ΜΗΤΡΟΠΟΥΛΟΥ» e «ΕΛΛΗΝΙΚΗ ΔΗΜΟΚΡΑΤΙΑ» («120 ANNI DALLA NASCITA DI DIMITRI MITROPOULOS» e «REPUBBLICA GRECA» in lingua greca). In alto a sinistra è iscritto l'anno di emissione «2016» seguito da una palmetta (segno della zecca greca). In basso a destra è visibile il monogramma dell'artista George Stamatopoulos. Sull'anello esterno della moneta figurano le 12 stelle della bandiera dell'Unione europea. |                    | |            |                   |
| | Andorra            | 25º anniversario della Radiotelevisione di Andorra                                                            | 85.000     | 1º giugno 2017    |
| Descrizione: il disegno raffigura un microfono e un'antenna circondati da varie linee concentriche con la dicitura «25è ANIVERSARI DE RÀDIO I TELEVISIÓ D'ANDORRA», l'anno di emissione «2016» e il nome dello Stato di emissione «ANDORRA». Questa moneta commemorativa celebra il 25º anniversario della creazione dei mezzi d'informazione pubblici ad Andorra con l'inizio delle trasmissioni della radio e della televisione pubbliche andorrane. Sull'anello esterno della moneta figurano le 12 stelle della bandiera dell'Unione europea. |                    | |            |                   |
| | Andorra            | 150º anniversario della nuova riforma del 1866                                                                | 85.000     | 1º giugno 2017    |
| Descrizione: il disegno raffigura la stanza principale della «Casa de la Vall» (sede del parlamento andorrano) con la dicitura «150 ANYS DE LA NOVA REFORMA DE 1866», l'anno di emissione «2016» e il nome dello Stato di emissione «ANDORRA». Questa moneta commemorativa celebra il 150º anniversario del decreto sulla nuova riforma, una delle tappe più importanti della storia di Andorra e del Consell General (parlamento andorrano), che ha segnato una svolta sociale e politica nel Principato di Andorra. Sull'anello esterno della moneta figurano le 12 stelle della bandiera dell'Unione europea. |                    | |            |                   |